# Солонешенский район
Солоне́шенский райо́н — административно-территориальное образование (сельский район) и муниципальное образование (муниципальный район) в  Алтайском крае России.
Площадь — 3529 км². Образован в 1924 году.
Административный центр — село Солонешное, расположенное в 320 км от Барнаула.

## География
Район расположен на юго-востоке края. Граничит со следующими районами Алтайского края: на юго-западе Чарышским, на северо-западе — Усть-Калманским, на севере — Петропавловским, на севере — Смоленским, на востоке — с Алтайским. На юге граничит с Усть-Канским районом Республики Алтай. Площадь района составляет 3529 км², из них:
- земли населенных пунктов — 62 096 га;
- земли сельхозпредприятий, граждан и других предприятий — 174 750 га;
- земли лесного фонда — 1 029 га;
- земли водного фонда — 1 029 га;
- земли запаса — 5 445 га.

### Ландшафты
Район — единственный в крае, полностью расположенный в низкогорно-среднегорной полосе Алтайских гор (Бащелакский и Ануйский хребты). Высота хребтов возрастает по мере продвижения с севера на юг района. Наиболее высокие вершины Бащелакского хребта (Аскаты, 1603 м, Строчиха, 1949 м) и Ануйского хребта (Плешивая, 1766 м) поднимаются выше границы леса. На их склонах и вершинах можно встретить скальные выходы-останцы и россыпи камней, «курумы». Распространены карстовые формы рельефа, известно несколько крупных пещер, карстовых воронок, встречаются и уникальные карстовые формы, например, полуарка известняковой скалы, нависающей над рекой Ануй в её среднем течении.
Максимальная высота над уровнем моря в пределах района — 1 949 м (гора Будачиха). Минимальная высота над уровнем моря — 250 метров (урез Ануя на границе с Петропавловским районом).

### Гидрография
По территории района протекает река Ануй с притоками, долина которой делит район примерно на две равные части, а также река Песчаная. В районе имеются карстовые и грунтовые воды. На реке Шинок есть несколько интересных водопадов.

### Климат
Климат резко континентальный. Природные условия обусловлены положением района в окраинной, пограничной полосе гор, сменяющейся на севере равнинной частью Западной Сибири. Район доступен как холодным воздушным массам севера, так и теплым юга. Территория получает более 100 ккал на квадратный сантиметр в год солнечной радиации. Средняя температура января −18,3 °C, июля +17,9 °C. Абсолютные температуры достигают −50 °C в январе и +37 °C в июле. В течение суток возможны перепады температуры в диапазонах до 20 градусов. Годовой уровень атмосферных осадков — 600—610 мм, формируется преимущественно летом и осенью. Снежный покров изменяется от 40 до 70 см и более в высокой части района. В целом местные мезоклиматические условия оцениваются как комфортные.

### Почвы
Почвенный покров довольно пёстрый, зависит от рельефа, состава горных пород и других природных факторов. Северная половина района занята горными чернозёмами, выщелоченными и оподзоленными, которые к югу сменяются горно-лесными черноземовидными. В крупных массивах лесов встречаются горно-лесные темно-серые и серые оподзоленные почвы. По долинам рек — чернозёмно-луговые почвы.

### Флора и фауна
Растительный мир имеет выраженную высотную поясность. В степном поясе, характерном для южных склонов, встречаются различные варианты разнотравно-типчаково-ковыльных и кустарниковых степей. В нижних участках северных склонов встречаются высокотравные типы берёзово-лиственничных лесов. В поймах рек развиты берёзовые, еловые и лиственнично-берёзовые леса, заросли черёмухи, ив. В средней части лесного пояса по склонам гор распространены темнохвойные леса: кедр, пихта, сосна, ель, лиственница. В Верхнем течении реки Шинок насчитывается 409 видов растений, среди которых 21 вид включен в Красную книгу Алтайского края: Марьин корень, огонек азиатский, пузырник алтайский, криптограмма Стеллера, башмачок настоящий, башмачок пятнистый, лжеводосбор, лук Водопьяновой и другие. Обширные площади водоразделов рек Щепета, Черновой Ануй и др. заняты ерниками и субальпийским разнотравьем.
Животный мир представлен 100 видами млекопитающих, более 300 видов птиц, 7 видов пресмыкающихся, 7 видов земноводных. Обитают из зверей — медведь, волк, росомаха, дикий марал, косуля, кабан, кабарга, соболь, белка, хорь[какой?], рысь, лисица, заяц[какой?], лось, выдра, норка; из рыб — таймень, хариус, налим, из птиц — глухарь, рябчик, кедровка, дятлы.

## История

### Каменный век
Территория Солонешенского района заселена человеком с древнейших времён. На территории района в 2004 году в 3 км выше по течению от устья левого притока Ануя реки Карама был найден один из самых древнейших археологических памятников в России — предполагаемая стоянка Карама, возраст которой, по предварительным оценкам, составляет 600—800 тыс. лет.
В среднем течении реки Ануй, в 50 км выше по течению от села Солонешного, в 15 км выше стоянки Карама, в 6 км ниже села Чёрный Ануй, расположена Денисова пещера, исследование культурных слоёв которой позволило проследить развитие человеческого общества в регионе начиная с эпохи каменного века до этнографического времени и выявить новый подвид человека — денисовцев.
Исследования пещеры Окладникова на окраине Сибирячихи установили факт проживания на территории Алтая неандертальцев во временном диапазоне от 33,5 до 44,8 тыс. лет. Пещера Окладникова стала самым восточным из известных мест обитания неандертальцев.
В пещере Искра найдена средневековая керамики, артефакты железного века, афанасьевской культуры (III—II тыс. до н. э.), эпохи энеолита, позднего палеолита. На трубчатых костях плейстоценовых копытных выявлены следы порезов и признаки искусственной фрагментации.

### Бронзовый век
Памятники энеолита и бронзового времени, скифской эпохи и Средневековья на территории района известны в меньшей степени. Относительно влажный климат и хорошо развитая лесная растительность были неблагоприятны для ведения кочевого скотоводческого хозяйства, утвердившегося на Алтае с IV—III тысячелетий до нашей эры. Кроме того, особые природные условия района способствуют быстрому почвообразованию, в течение последних 3-5 тыс. лет нарос мощный слой гумуса, который скрывает древние поселения и курганы, затрудняя их поиск. Также играет свою роль и сравнительно слабая археологическая изученность района. В начале XXI века в районе было выявлено около 20 памятников археологии.
В конце IV-начале III тысячелетия в материальной и духовной жизни местного населения происходят революционные изменения, вызванные переходом от присваивающего к производящему хозяйству. Помимо охоты, собирательства и рыболовства широко распространяется и становится основой хозяйства кочевое скотоводство. Появляется добыча и обработка меди и золота. Данные новшества на Алтае связаны с распространением афанасьевских скотоводческих племён. Но основная часть территории Солонешенского района в зимнее время отличается большим количеством снега, что мешает кормежке (тебеневке) копытных домашних животных, а следовательно и проживанию не заготавливавших сена древних скотоводов. Земледельцы также не стремились селиться здесь, предпочитая прилегающую равнину с более мягким климатом. В результате полоса северо-западных нагорий Алтая, к которой принадлежит территория района, на протяжении 4-5 тысячелетий являлась своего рода буферной нейтральной зоной между жителями гор и равнин. Тем не менее, многочисленные свидетельства проживания афанасьевцев обнаружены в Денисовой пещере.
В эпоху развитой бронзы (II — начало I тысячелетий до н. э.) афанасьевцев на Алтае сменили представители елунинской и андроновской культур. Интересно, что свидетельства пребывания на территории района андроновцев не обнаружено, несмотря на то, что они распространены на близлежащих равнинных территориях. Какие племена населяли в этот время долины Ануя и его притоков ещё только предстоит выяснить.

### Ранний железный век
В VII веке в жизнь кочевников Алтая прочно входит использование железа. Этот период связан с распространением скифской культуры. Прилегавшие к Солонешенскому району предгорья и равнины в VII-начале VI вв. были заселены вышедшими с Восточного Казахстана маэмирскими племенами. На территории района раннескифские погребения не обнаружены, но известны находки бронзовых изделий этого времени в Денисовой пещере и в устье Карамы. Точно установлен факт проживания на территории района пазырыкских племен, одним из центров проживания которых была долина р. Сибирки у с. Сибирячиха. Полуразрушенное поселение пазырыкцев известно и у Солонешного. Основой хозяйства пазырыкцев являлось скотоводство с круглогодичным выпасом скота на подножном корме. Зимой скот пасли на малоснежных южных горных склонах и речных террасах, где находились поселения и могильники. Летом пазырыкцы откочёвывали на богатые травой, но недоступные зимой из-за высокого снега высокогорные пастбища. Занимались пазырыкцы и земледелием — так, в Денисовой пещере в хозяйственной яме было обнаружено около 15 кг пшеничных зерен. Охота по значимости занимала второе место в хозяйстве пазырыкцев, в большом количестве добывалась косуля, меньше — лось и марал. В небольших размерах существовало и рыболовство, на что указывают немногочисленные находки рыбных костей. В значительном количестве добывалось и перерабатывалось золото, из которого плющением получали тонкую, толщиной до 2-3 микрон, фольгу. Её использовали для покрытия деревянных, кожаных и костяных изделий с целью придания им вида изготовленных из цельного металла.
После угасания пазырыкской культуры Горный Алтай заселяется монголоидными племенами, смешивающимися с местным населением. В I в. до н. э. — V в н. э. железо полностью заменяет бронзу. Захоронения начала I тысячелетия на территории района пока не исследовались.

### Средневековье
В VI—VIII веках территория района вошла в состав Тюркского каганата — огромного государства, простиравшегося от Маньчжурии на востоке до Чёрного моря на западе, затем — в состав Уйгурского каганата (745—840 гг.), а потом на два столетия — в состав Кыргызского каганата. Поселения тюрок на территории района до сих пор не исследовались, но нет сомнений, что их хозяйство лишь немногим отличалось от пазырыкского. Различия заключались в более высоком уровне железоделательного производства, и, как следствие, в большей распространённости железных доспехов, инструментов, преобладании металлической посуды над керамической. К памятникам древнетюркской культуры относится найденное возле Сибирячихи изваяние. К моменту установления монгольского владычества (XIII—XIV вв. н. э.) количество тюркских памятников постепенно сокращается, причиной чего, по-видимому, являются кровопролитные войны XVII века. В 1635 г. на территории нынешнего Казахстана образовалось Джунгарское ханство, которое подчинило алтайцев, а в начале XVIII в. заставило заселявших левобережье Оби телеутов откочевать в Джунгарию. К 1785 г. основная масса населения Джунгарии и Горного Алтая была уничтожена в результате войны с Китаем и междоусобиц, умерла от болезней или откочевала. Находок этого времени, за исключением культурных слоёв Денисовой пещеры, в Солонешенском районе не найдено.

### В составе Российской империи
Русское население в районе появилось сравнительно поздно. Первый населенный пункт на современной территории района возник лишь в 1824 году (Сибирячиха), в 1828 году основано Солонешное, в 1829 г. — сёла Песчаное и Топольное, в 1838 г. село Дёмино. В отличие от других районов Алтайского края, заселявшихся выходцами из Европейской части Российской империи, Солонешенский район заселялся преимущественно сибиряками, жителями Томской губернии, составлявшими около 58 % первопоселенцев. Ещё 6 % дала Оренбургская губерния, 10 % — Пермская, 3 % — Тобольская. Таким образом, выходцы из Сибири и Урала составили более 75 % первопоселенцев района. Переселенцы по большей части исповедовали старообрядчество и в предгорьях Алтая пытались скрыться от преследования властей. Несмотря на принимаемые официальной церковью меры по борьбе с расколом, старообрядцы проявляли упорство в следовании своему вероисповеданию, приводившее в отчаяние православных священников. Старообрядчество на территории района было представлено четырьмя толками (течениями): стариковцами-часовенными, поморцами, «поляками», единоверцами.
В дореволюционный период территория района входила в состав Ануйской волости.
В 1894 г. на территории района произошло первое на Алтае организованное выступление рабочих — стачка на Быстринском прииске, рабочие которого выдвинули требование обеспечения нормальных условий труда.

### Революции 1917 гг., гражданская война
В годы гражданской войны район стал ареной ожесточённых боев между сторонниками и противниками установления советской власти. 3 августа 1918 г. в Тележихе состоялся бой между красногвардейцами из отряда Петра Сухова и преследовавшими их силами подчинявшейся Временному Сибирскому правительству Алтайской экспедиции войскового старшины Вячеслава Волкова, закончившийся ликвидацией красногвардейского отряда. В память об этом событии в 1982 г. в Тележихе открыт мемориал. В июне 1919 г. сочувствующие большевикам жители Дёмино под руководством Петра Кокорина организовали партизанский отряд, ставший основой для 2-го партизанского полка 1-й Горно-Конной партизанской дивизии.

### Советское время
Собственно Солонешенский район образован 27 мая 1924 года постановлением ревкома Западно-Сибирского края из Солонешенской, части Куяганской и Сибирячихинской волостей. В состав района вошли некоторые сёла современной Республики Алтай: Келей, Белый Ануй и Чёрный Ануй, Мариинское. Площадь района на момент его организации составила 4211 км², население — 27 тысяч человек.
В 1924—1925 годах район был в составе Бийского уезда Алтайской губернии, в 1925—1930 годах — в составе Бийского округа Сибирского края, в 1930—1937 годах — в составе Западно-Сибирского края. С 1937 года район в составе Алтайского края.
На момент организации район имел пять фельдшерских пунктов, участковую больницу в селе Сибирячиха на 10 коек, начальные школы в сёлах Солонешное, Топольное, Сибирячиха, Дёмино и Большая Берёзовка. Грамотность населения составляла 4-5 %. В районе не было ни одного врача, отсутствовала государственная ветеринарная служба и учреждения культуры. В 1927 году методом народной стройки возведена районная больница. В 1940 году на территории района действовало 46 колхозов, 5 совхозов, 2 МТС.
К 1952 году в районе восстановлены довоенные площади посевных, через два года — поголовье скота. Развивается социально-культурное строительство.
С 1954 года началось освоение целинных земель, для этого в район поступило 97 гусеничных и колесных тракторов, свыше 70 комбайнов. За три года площадь обрабатываемых земель в районе выросла на 4500 га. До февраля-марта 1958 года работали 2 вольфрамо-молибденовых рудника (Мульчиха и Чилик).
В годы хрущёвских преобразований на основании указа Президиума Верховного Совета РСФСР от 1 февраля 1963 года «Об укрупнении и изменении подчиненности районов и городов Алтайского края» район был ликвидирован, все сельсоветы были включены в состав Смоленского района. Указом Президиума Верховного Совета РСФСР от 11 июля 1963 года Солонешенский горный район восстановлен в прежних границах за счёт разукрупнения Алтайского и Смоленского сельских районов, а имевшиеся в его составе сельсоветы переданы в подчинение Алтайскому краевому (сельскому) Совету депутатов трудящихся.
К 1974 году в районе работал аэропорт, осуществлявший регулярное авиасообщение с Барнаулом, Бийском. В районе имелось 7 домов культуры, 5 средних и 6 восьмилетних школ, больничный комплекс в райцентре.
Мощным стимулом для развития района стало принятое 26 января 1986 года совместное постановление крайкома КПСС и исполкома краевого совета народных депутатов «О мерах по дальнейшему социально-экономическому развитию Солонешенского района в 1989—1995 годах». В несколько раз увеличились государственные инвестиции в сельское хозяйство, капитальные вложения в строительство производственных помещений, объектов социально-культурного назначения, жилья, дорог. Хозяйства района освоили новую отрасль — мараловодство.

### Современность
Переход к рыночной экономике в последнее десятилетии XX века тяжело отразился на хозяйстве и социальной сфере района. Лишившиеся государственной поддержки, сельхозпредприятия в несколько раз сократили производство и персонал. Многократно возросла социально-обусловленная заболеваемость: туберкулёз, венерические заболевания, алкоголизм. Смертность превысила рождаемость. Наблюдается отток трудоспособного населения из района.

## Население
| 1959    | 1996    | 1997    | 1998    | 1999    | 2000    | 2001    | 2002    | 2003    |
| ------- | ------- | ------- | ------- | ------- | ------- | ------- | ------- | ------- |
| 19 742  | ↘14 600 | ↘14 300 | ↘14 100 | ↘13 400 | ↘13 300 | ↘13 000 | ↘12 600 | ↘12 368 |
| 2004    | 2005    | 2006    | 2007    | 2008    | 2009    | 2010    | 2011    | 2012    |
| ↘12 276 | ↘12 058 | ↘11 834 | ↘11 728 | ↘11 563 | ↘11 454 | ↘10 720 | ↘10 634 | ↘10 268 |
| 2013    | 2014    | 2015    | 2016    | 2017    | 2018    | 2019    | 2020    | 2021    |
| ↘10 050 | ↘9849   | ↘9724   | ↘9637   | ↘9597   | ↘9471   | ↘9309   | ↘9117   | ↘7435   |

Труднодоступность района сказалась на его заселении и развитии хозяйства. Юрий Булыгин выделял 130 населённых пунктов, когда-либо существовавших на территории района.

### Национальный состав[21]
Преобладают русские (более 95 %). Также проживают азербайджанцы, армяне, украинцы, немцы, алтайцы, молдаване и др.
| национальность | мужчин | женщин | всего  | %    |
| -------------- | ------ | ------ | ------ | ---- |
| русские        | 5 665  | 6 193  | 11 858 | 95,3 |
| алтайцы        | 71     | 81     | 152    | 1,22 |
| украинцы       | 45     | 48     | 93     | 0,75 |
| казахи         | 43     | 16     | 59     | 0,47 |
| немцы          | 22     | 22     | 44     | 0,35 |
| армяне         | 21     | 18     | 39     | 0,31 |
| азербайджанцы  | 21     | 7      | 28     | 0,22 |
| молдаване      | 15     | 12     | 27     | 0,22 |
| итого:         | 5 976  | 6 460  | 12 436 | 100  |

## Административно-муниципальное устройство
Солонешенский район с точки зрения административно-территориального устройства края включает 8 административно-территориальных образований — 8 сельсоветов.
Солонешенский муниципальный район в рамках муниципального устройства включает 8 муниципальных образований со статусом сельских поселений:
| № | Сельское поселение        | Административный центр | Количество населённых пунктов | Население (чел.) | Площадь (км²) |
| - | ------------------------- | ---------------------- | ----------------------------- | ---------------- | ------------- |
| 1 | Берёзовский сельсовет     | село Берёзовка         | 3                             | ↘764             | 301,44        |
| 2 | Карповский сельсовет      | село Карпово           | 3                             | ↘372             | 245,82        |
| 3 | Лютаевский сельсовет      | село Лютаево           | 3                             | ↘383             | 250,99        |
| 4 | Сибирячихинский сельсовет | село Сибирячиха        | 5                             | ↘785             | 398,74        |
| 5 | Солонешенский сельсовет   | село Солонешное        | 6                             | ↘4086            | 965,18        |
| 6 | Степной сельсовет         | село Степное           | 3                             | ↘456             | 412,81        |
| 7 | Тополинский сельсовет     | село Топольное         | 4                             | ↘965             | 643,36        |
| 8 | Тумановский сельсовет     | село Туманово          | 4                             | ↗639             | 310,75        |

### Населённые пункты
В Солонешенском районе насчитывается 31 населённый пункт.

| Солонешное | ↘3626 |
| Топольное  | ↘991  |
| Сибирячиха | ↘709  |
| Берёзовка  | ↘683  |
| Туманово   | ↘521  |
| Степное    | ↘320  |
| Лютаево    | ↘310  |
| Карпово    | ↘305  |
| Тележиха   | ↗226  |
| Дёмино     | ↗210  |
| Юртное     | ↘161  |

| Искра         | ↘156 |
| Тальменка     | ↘136 |
| Новая Жизнь   | ↘132 |
| Большая Тихая | ↘108 |
| Черемшанка    | ↘106 |
| Александровка | ↘92  |
| Первомайский  | ↘89  |
| Медведевка    | ↘84  |
| Ануйский      | ↘80  |
| Матвеевка     | ↗75  |
| Комсомольский | ↘56  |

| Берёзово     | ↗45 |
| Рыбное       | →45 |
| Елиново      | ↘40 |
| Калининский  | →38 |
| Чегон        | →35 |
| Барсуково    | ↘28 |
| Садовый      | ↗16 |
| Тог-Алтай    | ↘8  |
| Партизанский | ↘0  |

### Упразднённые населённые пункты
10 ноября 2009 года был упразднён посёлок Чапаевский Солонешенского сельсовета

## Экономика и социальная сфера
Основное направление экономики — сельское хозяйство. Развито животноводство: производство молока, животного масла, сыра, мяса, пантов маралов и оленей, мёда. Ежегодно производится более 1800 кг консервированных пантов (рогов марала), которые применяются в лечебных целях.
Сложный рельеф препятствует земледелию, которое в основном представлено производством кормов для животноводства. Развито пчеловодство.
Сложное геологическое строение территории района обеспечили наличие в его пределах разнообразных минерально-сырьевых ресурсов.
С середины 1990-х годов в долинах рек Ануй, Карама, Дрезговитная ежегодно добывается до нескольких десятков килограмм золота. Выявлены также россыпи золота на реках Черновой Ануй и Язевка. Имеются небольшие запасы железной, вольфрам-молибденовой, урановой руды. В районе села Рыбное — промышленные запасы бериллия.
Особенно богата территория района нерудным сырьём: песком, гравием, глиной, бутовым, поделочным и облицовочным камнем, известняком.

## Туризм
Активно развивается сфера туризма. Благополучная экологическая обстановка, значительные запасы лекарственных растений и наличие мараловодческих ферм позволяет развивать активный и лечебно-оздоровительный отдых (приём пантовых ванн). В районе есть ряд баз отдыха и кемпингов.
Наиболее привлекательными для туристов являются памятник природы «Денисова пещера» и комплексный заказник краевого значения «Каскад водопадов на реке Шинок». Центральным местом заказника являются три крупных водопада. За последнее время на реке Шинок учтено 8 водопадов и один водоскат. Самый большой из них имеет высоту 72 метра. Каждый год от 13 до 16 тысяч туристов посещают Солонешенский район. Ежегодно поток туристов сюда увеличивается на тысячу человек.
С апреля 2016 года в с. Солонешном ведёт свою работу Туристический Культурный Центр «Солонешье», который предоставляет всем отдыхающим информацию о местах размещения и достопримечательностях района. Так же разработан ряд готовых туров.

## Средства массовой информации, связь
Издается (с 1932 г.) районная газета «Горные зори» (до 1954 г. — «За социалистическое животноводство»). Периодичность — 2 раза в неделю.
Мобильная связь представлена операторами БиЛайн, МТС, Мегафон.

## Транспорт
По территории района проходит автомобильная трасса «Бийск — Усть-Кан», в 2008 году построена автомобильная дорога, соединившая Солонешенский и Чарышский районы, осуществляются регулярные автобусные рейсы в Бийск и Барнаул. В районном центре Солонешное имеется аэропорт, но регулярное авиасообщение в настоящий момент отсутствует.

## Люди, связанные с районом
Родина Героев Советского Союза Сергея Налимова, Андрея Давыдова, Михаила Паршина и полных кавалеров ордена Славы Николая Панова и Кондратия Савина.

## Интересные факты
- В сентябре 1911 г., днем у села Дёмино, упал каменный метеорит весом 12 кг, получивший название «Демина», ныне хранится в метеоритной коллекции Российской Академии наук, расположенной в Москве[30].
- 20 июня 2016 года впервые в истории района члены совета депутатов Солонешенского района отстранили от должности главу администрации района Василия Носко[31].